# Hottó
Hottó è un comune dell'Ungheria di 342 abitanti (dati 2001). È situato nella contea di Zala.